# Placówka Straży Celnej „Skrbeńsko”

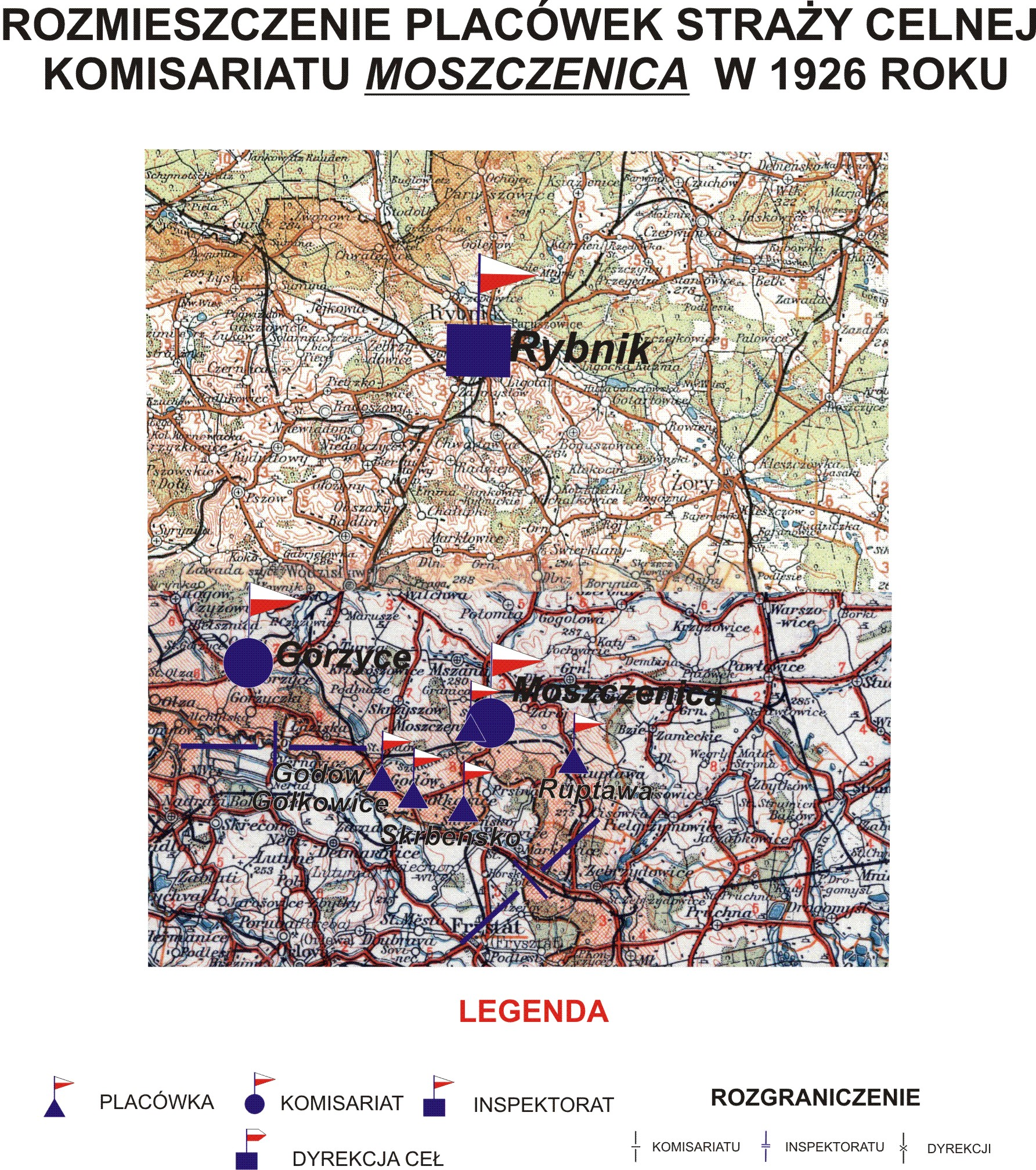
Rozmieszczenie placówek SC Komisariatu Moszczenica w 1926 r.

Placówka Straży Celnej „Skrbeńsko” – jednostka organizacyjna Straży Celnej pełniąca w okresie międzywojennym służbę ochronną na granicy polsko-czechosłowackiej.

## Formowanie i zmiany organizacyjne
Na wniosek Ministerstwa Skarbu, uchwałą z 10 marca 1920 roku, powołano do życia Straż Celną. Od połowy 1921 roku jednostki Straży Celnej rozpoczęły przejmowanie odcinków granicy od pododdziałów Batalionów Celnych. Proces tworzenia Straży Celnej trwał do końca 1922 roku. Placówka Straży Celnej „Skrbeńsko” weszła w podporządkowanie komisariatu Straży Celnej „Moszczenica” z Inspektoratu SC „Rybnik”.
W drugiej połowie 1927 roku przystąpiono do gruntownej reorganizacji Straży Celnej. W praktyce skutkowało to rozwiązaniem tej formacji granicznej. Ochronę północnej, zachodniej i południowej granicy państwa przejęła powołana z dniem 2 kwietnia 1928 roku Straż Graniczna.
Rozkazem nr 4 z 30 kwietnia 1928 roku w sprawie organizacji Śląskiego Inspektoratu Okręgowego dowódca Straży Granicznej gen. bryg. Stefan Pasławski powołał komisariatu SG „Gorzyce”, a rozkazem nr 10 z 5 listopada 1929 roku w sprawie reorganizacji Śląskiego Inspektoratu Okręgowego komendant Straży Granicznej płk Jan Jur-Gorzechowski utworzył placówkę Straży Granicznej I linii „Skrbeńsko”.

## Funkcjonariusze placówki
Kierownicy placówki
| stopień  | imię i nazwisko, numer      | okres pełnienia służby | kolejne stanowisko |
| -------- | --------------------------- | ---------------------- | ------------------ |
| strażnik | Franciszek Nowakowski (708) | był w 1926             |                    |

Obsada personalna placówki w 1926:
- strażnik Franciszek Nowakowski (708)
- strażnik Emil Bajok (58)
- strażnik Jan Stopa (1198)
- strażnik Andrzej Sikora (1203)
- strażnik Jan Cembrowski (1157)
- strażnik Teodor Knufa (457)